# All-Rounder Meguru
All-Rounder Meguru (オールラウンダー廻 Ōruraundā Meguru?) es un manga escrito e ilustrado por Hiroki Endo. Se publicó en la revista Evening de Kōdansha desde noviembre de 2008 hasta marzo de 2016, y consta de 175 capítulos que han sido recopilados en diecinueve volúmenes.
La historia gira en torno a Meguru Takayanagi, un joven que practica artes marciales mixtas y empieza a tomarse el deporte en serio tras reencontrarse con un antiguo amigo de la infancia. La obra se caracteriza por reflejar el universo de las MMA desde una perspectiva realista, centrada en la situación personal de cada uno de los protagonistas.

## Argumento
El protagonista es Meguru Takayanagi, un estudiante de instituto que hace poco se ha apuntado a un club de artes marciales mixtas. Cierto día se enfrenta en un torneo amateur de shooto contra un antiguo amigo de la infancia, Takashi Yamabuki, cuyo abuelo era el dueño del dojo de karate al que ambos iban de pequeños. Sin embargo, Takashi le trata con desdén porque sus vidas se han distanciado desde que Meguru se mudó a Tokio. Mientras el protagonista no tiene claro su futuro y entrena sólo por diversión, Takashi carga un oscuro pasado familiar y ve el deporte como su única salida. La derrota que Meguru sufre ante Takashi le llevará a tomarse los entrenamientos en serio para ganarse el respeto de sus compañeros, e intentar así convertirse en luchador profesional.

## Personajes
La siguiente lista solo recoge a los personajes con aparición recurrente en la trama.
- Meguru Takayanagi (17 años, 171 cm, peso ligero): Se trata de un joven de personalidad inocente que practica artes marciales mixtas en el club Fighters Brew. Procede de la región de Tōhoku y vive con su abuela y su hermana a las afueras de Tokio. Al comienzo de la obra no tiene claro su futuro, pero empieza a tomarse el deporte en serio después de reencontrarse con Takashi. A nivel técnico, es capaz de aprender movimientos a simple vista y sabe adaptarse al ritmo de los combates. Antes practicaba karate con Takashi, y a lo largo de la obra también aprende técnicas de agarre y jiu-jitsu brasileño.

- Takashi Yamabuki (18 años, 178 cm, peso ligero): Rival de Meguru y antiguo amigo de la infancia cuando ambos vivían en Tōhoku. Vive solo en un apartamento en Tokio y compite representando al club Kogure Gym. De niño se llamaba Takashi Segawa; fue criado por su abuelo, propietario de un dojo de karate, quien ha tratado de alejarlo del peligroso entorno criminal en el que se hallaba inmerso su padre, asesinado por la yakuza. Aunque en un primer momento quiere vengar esa muerte, su motivación final para convertirse en luchador profesional es escapar del trágico destino familiar y de los traumas que ha sufrido a lo largo de su vida. Tiene un fuerte golpeo, talento natural y experiencia como karateka, pero su punto débil es la defensa.

- Maki Kamiya (16 años, 179 cm, peso pluma): Es una chica con personalidad fuerte, que practica kick boxing y forma parte de Fighters Brew. Su mayor virtud es el alcance, pero suele perder los nervios con facilidad. Como tiene problemas para encontrar rivales en su circuito, en el que permanece imbatida, la entrenadora le termina persuadiendo para que combata en shooto. Conforme avanza la historia empieza a sentirse atraída por Meguru, aunque no se atreve a reconocerlo.
- Yudai Kitamura (17 años, 172 cm, peso ligero): Compañero de entrenamiento de Meguru en Fighters Brew, tiene mucha motivación para convertirse en profesional. Antes practicaba judo por influencia de su hermano mayor y llegó a ser cinturón negro. Sin embargo, un día su hermano causó una grave lesión a un rival, y desde entonces Yudai fue acosado por sus compañeros. Después de ser expulsado del club de judo por haber agredido a un superior, empieza a practicar shooto para demostrar su valía como deportista.

## Producción
El autor de All-Rounder Meguru es Hiroki Endo, un dibujante formado en la Universidad de Arte de Musashino y que llevaba tiempo publicando en Kōdansha. Su obra más exitosa hasta el momento, Eden: It's an Endless World!, se editó en la revista Gekkan Afternoon desde 1997 hasta 2008 y fue recopilada en 18 volúmenes. A diferencia de otros títulos propios, centrados en la ciencia ficción, Endo se inspiró en su afición por las artes marciales mixtas para crear su primer manga deportivo.
La obra destaca por el planteamiento realista que hace de las artes marciales mixtas, las explicaciones de las técnicas de combate adaptadas para cualquier lector, y su aproximación al deporte amateur. Cada uno de los personajes tiene su propia motivación para practicar artes marciales, con historias personales que van desarrollándose a lo largo de la trama.

## Contenido de la obra

### Manga
La editorial Kōdansha comenzó a publicar All-Rounder Meguru el 25 de noviembre de 2008, en la revista bisemanal Evening, a razón de 175 capítulos hasta el 8 de marzo de 2016. La obra ha sido posteriormente recopilada en diecinueve volúmenes. A nivel internacional, ha sido publicada por Kodansha Comics en Estados Unidos y por Panini Comics en Francia. Hasta la fecha no existe ninguna edición oficial en idioma español.